# Xyris dilatatiscapa
Xyris dilatatiscapa är en gräsväxtart som beskrevs av Robert Kral och Jans.-jac. Xyris dilatatiscapa ingår i släktet Xyris och familjen Xyridaceae.
Artens utbredningsområde är Guyana. Inga underarter finns listade i Catalogue of Life.